# ミズーリバレーカレッジ
ミズーリバレーカレッジ(Missouri Valley College)またはミズーリ・ヴァレー大学はミズーリ州マーシャルにキャンパスを構えるリベラルアーツの4年制私立大学である。

## 概要
1889年に設立され、25を超える専攻があり、現在約1800人の学生が学んでいる。留学生も多く、スペイン、イギリス、ブラジル、メキシコ、インド、フランス、バハマなどの様々な国からの留学生が留学している。

## 過去の在学生
- 上原明（大正製薬代表取締役兼社長）
- 松村清（株式会社ドムス・インターナショナル代表取締役）
- クラリサ・チャン（女子レスリング48kg級ロンドンオリンピック銅メダリスト）
- ボビー・ラシュリー（プロレスラー、総合格闘家）
- L.C.デイヴィス（総合格闘家）